# Campionato italiano femminile di hockey su ghiaccio 1999-2000
Il Campionato italiano femminile di hockey su ghiaccio 1999-2000 prevedeva Serie A e Serie B.

## Serie A
Alla serie A erano iscritte 5 squadre: Eagles Ice Team Bolzano, Agordo Hockey, HC Belluno Femminile, HC Lario Halloween e HC Fassa - Gardena Girls.
La Regular Season prevedeva un doppio girone di andata e ritorno. Le prime 4 accedevano ai play-off, l'ultima classificata accedeva alla Poule promozione con le prime tre classificate della Serie B.

### Regular Season
Classifica Finale
| Squadra       | Pt. | Vinte | Vinte Rig. | Perse Rig | Perse | GF  | GS  |
| ------------- | --- | ----- | ---------- | --------- | ----- | --- | --- |
| Bolzano       | 41  | 13    | 1          | 0         | 2     | 86  | 24  |
| Agordo        | 36  | 12    | 0          | 0         | 4     | 78  | 37  |
| Belluno       | 27  | 8     | 1          | 1         | 6     | 100 | 33  |
| Halloween     | 16  | 5     | 0          | 1         | 10    | 33  | 47  |
| Fassa Gardena | 0   | 0     | 0          | 16        | 15    | 18  | 127 |

### Play-Off

#### Semifinali
Serie giocate al meglio delle tre gare.
```
Gara 1
 - 12 febbraio 
2000

Eagles Bolzano - Halloween  6-1
Agordo Hockey - Belluno     6-1
```

```
Gara 2
 - 20 febbraio 
2000

Belluno - Agordo Hockey     3-2
Halloween - Eagles Bolzano  1-4
```

```
Gara 3
 - 23 febbraio 
2000

Agordo Hockey - Belluno     5-2
```

#### Finali

##### 3º/4º Posto
Serie giocata al meglio delle tre gare.
```
Gara 1
 - 27 febbraio 
2000

Belluno - Halloween  2-1 d.t.s.
```

```
Gara 2
 - 4 marzo 
2000

Halloween - Belluno  1-2 d.t.s.
```

##### 1º/2º Posto
Serie giocate al meglio delle cinque gare.
```
Gara 1
 - 27 febbraio 
2000

Eagles Bolzano - Agordo Hockey 4-3 d.r.
```

```
Gara 2
 - 1º marzo 
2000

Agordo Hockey - Eagles Bolzano 1-2
```

```
Gara 3
 - 5 marzo 
2000

Eagles Bolzano - Agordo Hockey 4-5
```

```
Gara 4
 - 8 marzo 
2000

Agordo Hockey - Eagles Bolzano 1-8
```

Le Eagles Ice Team Bolzano vincono il loro quarto scudetto.

## Serie B
Sono sei le squadre iscritte: Eagles Bolzano II, Valpellice Pinerolo, HC Crocodiles Girls Merano, Lario Halloween II, SSI Vipiteno Femminile e HC Egna Muppets.
La formula prevede un girone di andata e ritorno, al termine del quale le prime tre squadre classificate vanno a giocarsi la promozione con l'ultima classificata della serie a nella Poule promozione.

### Regular Season
| Squadra             | Pt. | Vinte | Nulle | Perse | GF  | GS  |
| ------------------- | --- | ----- | ----- | ----- | --- | --- |
| Bolzano II          | 20  | 10    | 0     | 0     | 101 | 6   |
| Valpellice Pinerolo | 16  | 8     | 0     | 2     | 44  | 12  |
| Merano              | 9   | 4     | 1     | 5     | 52  | 36  |
| Halloween II        | 8   | 4     | 0     | 6     | 24  | 32  |
| Vipiteno            | 7   | 3     | 1     | 6     | 15  | 34  |
| Egna                | 0   | 0     | 0     | 10    | 3   | 119 |

Bolzano II, Valpellice Pinerolo e Merano qualificate alla Poule promozione.

### Poule promozione
Classifica Finale
| Squadra             | Pt. | Vinte | Vinte Rig. | Perse Rig | Perse | GF | GS |
| ------------------- | --- | ----- | ---------- | --------- | ----- | -- | -- |
| Fassa Gardena       | 16  | 5     | 0          | 1         | 0     | 48 | 5  |
| Valpellice Pinerolo | 9   | 2     | 1          | 1         | 2     | 13 | 12 |
| Bolzano II          | 9   | 3     | 0          | 0         | 3     | 8  | 29 |
| Merano              | 2   | 0     | 1          | 0         | 5     | 8  | 31 |

Il Fassa Gardena rimane in Serie A.